# بخش انکو، چورکامپا
بخش انکو، چورکامپا (به اسپانیایی: Anco District, Churcampa) یک سکونتگاه مسکونی در پرو است که در منطقه اوانکاولیکا واقع شده‌است.

## خصوصیات
بخش انکو ۲۷۵٫۰۳ کیلومترمربع مساحت و ۹٬۳۷۳ نفر جمعیت دارد و ۲٬۴۰۴ متر بالاتر از سطح دریا واقع شده‌است.